# Michael Clancy
Michael Clancy (* 1949; † 25. Februar 2010) war zwischen 2004 und 2007 Gouverneur und Commander-in-Chief von St. Helena und der Gebiete Ascension und Tristan da Cunha. Er war mit Claire Clancy verheiratet, die seit 2007 den Posten des Executive Officer in der Nationalversammlung von Wales bekleidet.